# Bud Townsend
Pour les articles homonymes, voir Townsend.
Albert Townsend, connu sous le nom de scène Bud Townsend (né le 17 octobre 1921, et mort le 19 septembre 1997 à Bend dans l'Oregon) est un acteur, réalisateur et scénariste américain.

## Biographie
Bud Townsend se marie avec Pat Townsend, qui évolue dans le milieu du cinéma comme lui, comme superviseuse de script. Sa femme lui donne trois enfants dont Patrice Townsend qui deviendra actrice.

## Filmographie

### Acteur

#### Cinéma
- 1943 : La Musique en folie : Soldat (non crédité)
- 1947 : Repeat Performance : Party Invité (non crédité)
- 1985 : Always : Judy's Father

### Réalisateur

#### Cinéma
- 1969 : Nightmare in Wax
- 1972 : Terror at Red Wolf Inn
- 1976 : Alice in Wonderland: A Musical Porno
- 1978 : La prof joue et gagne
- 1982 : The Beach Girls (en)
- 1984 : Love Scenes

#### Télévision
Séries télévisées
- 1960 : Aventures dans les îles
- 1960-1966 : Les Aventuriers du Far West
- 1962 : The Beachcomber

### Scénariste

#### Cinéma
- 1981 : The High Country